# Vitbukig myrpitta
Vitbukig myrpitta (Grallaria hypoleuca) är en fågel i familjen myrpittor inom ordningen tättingar.

## Utseende och läte
Vitbukig myrpitta är en typisk myrpitta med långa ben och kort stjärt. Ovansidan är kastanjebrun och undersidan vit, ibland med svagt gulaktig anstrykning. Sången består av tre klara visslingar, med en liten paus efter första tonen.

## Utbredning och systematik
Vitbukig myrpitta delas in i två underarter:
- Grallaria hypoleuca hypoleuca – förekommer östra Andernas västsluttning i Colombia
- Grallaria hypoleuca castanea – förekommer i Anderna i Colombia och nordligaste Peru (Piura)

## Status och hot
Arten har ett stort utbredningsområde, men tros minska i antal, dock inte tillräckligt kraftigt för att den ska betraktas som hotad. Internationella naturvårdsunionen IUCN listar arten som livskraftig (LC).